# Бегонья Варгас
Бегонья Варгас (ісп. Begoña Vargas; нар. 18 грудня 1999, Мадрид, Іспанія) — іспанська кіноакторка, модель та танцівниця. Відома головним чином своєю ролями Роберти в «Іншому погляді» (ісп. La otra mirada) та Вероніка де Гарсія у телесеріалі «Відкрите море» від Netflix.

## Біографія
Народилася 18 грудня 1999 року в Мадриді.
У віці 10 років розпочала навчання сучасного танцю в Муніципальній школі музики, театру та танцю Лоечесі. Через декілька років почала виступати, виконуючи дитячі театральні вистави. Грала ролі в таких п'єсах, як «Знедолені» Віктора Гюго та Граф Монте-Крісто.
Її слава прийшла завдяки ролі Роберти в серіалі «Інший погляд» каналу TVE.
У 2019 році, окрім продовження ролі Роберти у другому сезоні «Іншого погляду», вона зіграла Вероніку де Гарсія в серіалі «Відкрите море» від Netflix разом з Іваною Бакеро, Джоном Кортахареною та Алехандрою Онієвою.
Того ж року стало відомо, що вона також зіграла в серіалі «Boca Norte» на каналі Playz.
На початку 2020 року було випущено перший художній фільм «Malasaña 32», у якому вона зіграла головну роль.

## Фільмографія

### Кінострічки
| Рік  | Українська назва | Оригінальна назва        | Роль           | Примітки     |
| ---- | ---------------- | ------------------------ | -------------- | ------------ |
| 2020 | Malasaña 32      | Malasaña 32              | Ампаро Ольмедо | Головна роль |
| 2021 |                  | Las leyes de la frontera | Даніель        | Головна роль |
| 2022 |                  | Centauro                 | Даніель        | Головна роль |

### Телесеріали
| Рік         | Українська назва       | Оригінальна назва  | Роль                   | Примітки |
| ----------- | ---------------------- | ------------------ | ---------------------- | -------- |
| 2017        | Медичний центр         | Centro médico      | Вірджинія              | 1 серія  |
| 2018        | Paquita Salas          | Paquita Salas      | Камарера               | 1 серія  |
| 2018 — 2019 | Інший погляд           | La otra mirada     | Роберта Луна Мінамбрес | 21 серія |
| 2019 — 2020 | Відкрите море          | Alta mar           | Вероніка де Гарсія     | 22 серії |
| 2019        | Північний рот          | Boca Norte         | Андреа                 | 6 серій  |
| 2022        | Ласкаво просимо в Едем | Bienvenidos a Edén | Бел                    | 8 серій  |
| 2022        | Рай / Параїсо          | Paraíso            | Евелін                 | 15 серій |
| 2023        | Берлін                 | Berlin             | Камерон                | 8 серій  |